# ليس جوميز
ليس جوميز (بالفرنسية: Lys Gomis)‏ (مواليد 6 أكتوبر 1989) هو لاعب كرة قدم إيطالي-سنغالي يلعب حاليًا لصالح نادي تراباني على سبيل الإعارة من تورينو. ويمثل منتخب السنغال على المستوى الدولي.

## المسيرة الدولية
استدعي جوميس لتشكيلة منتخب السنغال لمباراة ودية أمام منتخب مالي يوم 5 مارس 2014 انتهت بنتيجة 1–1.

## الحياة الشخصية
والدا جوميز من المهاجرين السنغاليين في إيطاليا ويقيمون في كونيو وحصلوا رسميًا على الجنسية الإيطالية في 11 يوليو 2012.
جوميز له أخوان يصغرانه، يلعبان أيضًا كحراس مرمى.

## روابط خارجية
- ليس جوميز على موقع قاعدة بيانات كرة القدم.إي يو (الإنجليزية)
- ليس جوميز على موقع ناشيونال فوتبول تيمز (الإنجليزية)
- ليس جوميز على موقع Soccerway.com (الإنجليزية)
- ليس جوميز على موقع عالم كرة القدم.نت (الإنجليزية)
- ليس جوميز على موقع AS.com (الإسبانية)